# 迈马纳
迈马纳（波斯語：‎）位于阿富汗北部，邻近土库曼斯坦边境，是法里亚布省的首府。